# Wolfgang Seeliger (Politiker)
Wolfgang Seeliger (* 13. April 1935) ist ein ehemaliger deutscher Kommunalpolitiker (parteilos). Er war von 1990 bis 2000 der erste nach der Wende demokratisch gewählte Bürgermeister der Stadt Lübbenau in Brandenburg. Seit Januar 2010 ist Seeliger Ehrenbürger der Stadt.

## Leben
Wolfgang Seeliger wuchs mit drei Geschwistern im niederschlesischen Rabishau auf, bis die Familie 1946 von dort vertrieben wurde. Nach dem Abitur an einem Gymnasium in Berlin im Jahr 1953 studierte Seeliger bis 1958 Theologie an der Humboldt-Universität zu Berlin. Ab 1964 war er als Lastwagenfahrer und Kranführer im Kraftwerk Lübbenau tätig. Von 1972 bis 1976 absolvierte Seeliger ein Fernstudium der Ingenieurwissenschaften an der Hochschule Mittweida. Nach seinem Abschluss als Ingenieur für Hebezeuge war Seeliger Objektverantwortlicher für die Generalreparatur der Energieerzeugungsanlagen im Kraftwerk Lübbenau.
Am 23. Mai 1990 wurde Wolfgang Seeliger als parteiloser Kandidat mit dem Mandat von Bündnis 90/Die Grünen zum Bürgermeister von Lübbenau gewählt, bei der Kommunalwahl im Dezember 1993 wurde er in einer Stichwahl mit 56,7 Prozent der Stimmen in seinem Amt bestätigt. In seine Amtszeit fallen unter anderem die Schließung des Kraftwerkes, der Aufbau der heutigen Jenaplanschule und der Bau des Spreewaldbades. Nach zehn Jahren im Amt trat Seeliger 2000 nicht mehr zur Wahl an, Helmut Wenzel wurde zu seinem Nachfolger gewählt. Am 7. Januar 2010 wurde ihm die Ehrenbürgerschaft der Stadt Lübbenau verliehen. Wolfgang Seeliger ist seit 1963 verheiratet, hat zwei Töchter und lebt in Lübbenau-Neustadt.

## Werke
- Wolfgang Seeliger u. a.: Geschichte der Spreewaldstadt Lübbenau – 20. Jahrhundert. Lübbenau 2000.